# اتحاد الجزائر (كرة السلة)
الاتحاد الرياضي لمدينة الجزائر (كرة السلة) أو اتحاد الجزائر لكرة السلة هو نادي كرة سلة جزائري يعد واحد من عديد الأقسام الرياضية للاتحاد الرياضي لمدينة الجزائر يقع مقره في باب الوادي، الجزائر العاصمة.

## تاريخ
كان نادي اتحاد العاصمة الأكثر شهرة في كرة السلة الجزائرية بعد الاستقلال في ستينات القرن الماضي حيث فاز بلقب الدوري 3 مرات بين عام 1966 و 1969، وفاز الفريق بلقب الدوري اربعة ا مرات اخرها عام 2023، مضيفا الى ذلك وصل الفريق مرتين إلى نهائي الكأس الجزائر في 1989 و 1996 وكانت الهزيمة أمام اثنين من أفضل أندية كرة السلة في الجزائر مولودية الجزائر ووداد بوفاريك تواليا، ينشط الفريق حاليا في دوري الدرجة الاولى للكرة السلة الجزائرية.
في كأس الجزائر لكرة السلة موسم 2014-15 انسحب الفريق من الجولة 16 ضد أولمبيك باتنة.
وفي موسم 2016-17، تمكن اتحاد الجزائر للعودة إلى المنافسة وذلك بعد أن أنهى الأول في التصفيات في المجموعة شملت أولمبيك ورقلة، مولودية سعيدة واتحاد برج بوعريريج. تحت قيادة المدرب الشاب رضا سايك الأحمر والأسود، و الذين أنهوا البطولة في صدارة الترتيب. بعدها بست سنوات و في موسم 2022-2023 حقق اتحاد الجزائر لقب الدوري الرابعة في تاريخه بعد عودة الفريق الى التألق في الدوري و الاطاحة بفريق مولودية الجزائر بنتيجة (68-65) بداية من الجولة الاولى في الدوري الجزائري الى الاطاحة بوداد بوفاريك في الجولة الاخيرة لحسم لقب الدوري لصالحه بنتيجة (62-61) في قصر الرياضة حمو بوتليليس بمدينة وهران. و ذلك بعد فترة غياب دامت 54 سنة بعيدا عن التتويجات و الالقاب للنادي العاصمي.

## سجل
- 4 لقب بطل بطولة كرة السلة الجزائرية في 1966، 1967، 1969، 2023
- 2 مرة يتأهل لنهائي كأس الجزائر لكرة السلة في 1989، 1996